# Rene Mlekuž

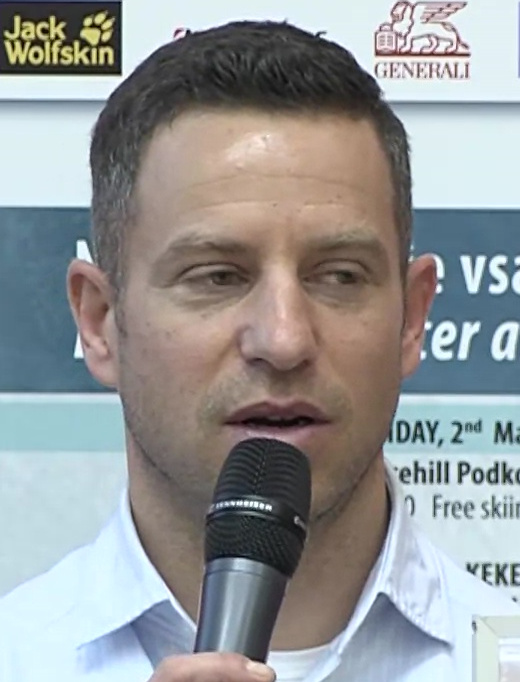
Rene Mlekuž, 2018

Rene Mlekuž (* 25. August 1975 in Slovenska Bistrica) ist ein ehemaliger slowenischer Skirennläufer.

## Werdegang
Mlekuž begann seine internationale Laufbahn bei den Junioren-Weltmeisterschaften 1993 und 1994, wo er noch in allen alpinen Disziplinen an den Start ging. Später spezialisierte er sich auf die technischen Disziplinen Slalom und Riesenslalom.
Zwischen 1995 und 2004 bestritt er über 80 Weltcuprennen. Fünfmal erreichte er die besten Zehn. Einzige Platzierung auf dem Podium war ein zweiter Platz beim Slalom von Veysonnaz am 21. Januar 1996.
Er nahm 1996, 1997 und 2001 an den Alpinen Skiweltmeisterschaften teil und wurde 2001 bei der WM in St. Anton Fünfter. 2002 war er Mitglied der slowenischen Olympiamannschaft bei den Winterspielen in Salt Lake City. Dort ging er im Slalom an den Start und schied im zweiten Lauf aus.